# Platylophus trifoliatus
Platylophus trifoliatus (L.f.) D.Don, 1830 è una specie arborea della famiglia Cunoniaceae, endemica delle Province del Capo (Sudafrica). È l'unica specie nota del genere Platylophus  D.Don, 1830.

## Descrizione

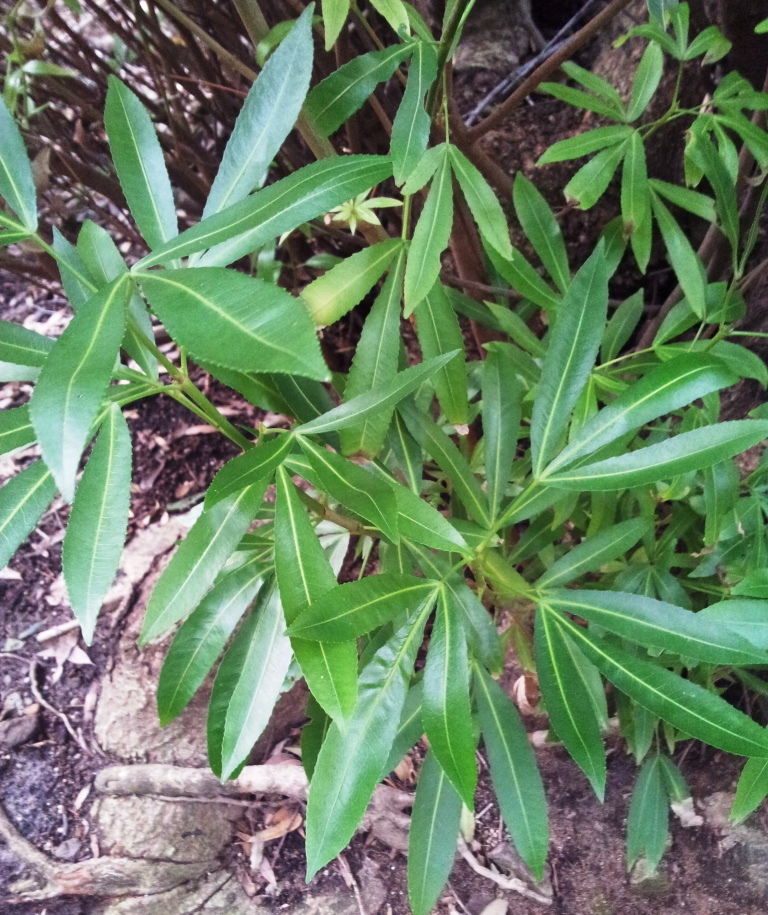
Foglie

È un albero sempreverde che può raggiungere i 30 m di altezza; i tronchi degli esemplari più vetusti possono assumere forme contorte e grottesche. La corteccia è fissurata verticalmente, inizialmente grigiastra, tendente al brunastro con l'età.
Le foglie sono opposte, composte da tre foglioline lanceolate, con margine dentato e venature evidenti tanto sulla pagina superiore, di colore verde scuro, che su quella inferiore, più chiara.
I fiori, di colore dal bianco al crema, sono piccoli ma raggruppati in infiorescenze vistose ed estremamente profumate, che originano dalla parte superiore dell'ascella foliare. Fiorisce da dicembre a febbraio.
I frutti sono delle capsule bicarpellari, lunghe circa 10 mm, di colore dal giallo al bruno, contenenti ciascuna due semi di colore rosso-brunastro.

## Distribuzione e habitat
La specie è endemica delle province sudafricane del Capo occidentale e orientale.
Cresce nelle foreste umide afromontane, preferibilmente in prossimità di fiumi e torrenti.